# Navailles-Angos
Navailles-Angos ist eine französische Gemeinde mit 1.547 Einwohnern (Stand: 1. Januar 2022) im Département Pyrénées-Atlantiques in der Region Nouvelle-Aquitaine. Sie gehört zum Arrondissement Pau und zum Kanton Terres des Luys et Coteaux du Vic-Bilh (bis 2015: Kanton Thèze). Die Einwohner werden Navaillais genannt.

## Geographie
Navailles-Angos liegt etwa zwölf Kilometer nördlich von Pau. Nachbargemeinden von Navailles-Angos sind Argelos im Norden, Astis im Nordosten, Saint-Armou im Osten, Saint-Castin im Süden und Südosten, Serres-Castet im Süden und Südwesten, Sauvagnon im Westen und Südwesten sowie Doumy im Nordwesten.
Durch die Gemeinde führt die frühere Route nationale 134 (heutige D834).

## Geschichte
Die Ortschaften Navailles und Angos wurden 1845 zur heutigen Gemeinde vereinigt.

### Bevölkerungsentwicklung
| Jahr                      | 1962 | 1968 | 1975 | 1982 | 1990 | 1999 | 2006 | 2013 |
| Einwohner                 | 586  | 588  | 630  | 875  | 1123 | 1196 | 1321 | 1396 |
| Quelle: Cassini und INSEE |      |      |      |      |      |      |      |      |

## Sehenswürdigkeiten
- Kirche Notre-Dame-de-l'Assomption-de-la-Bienheureuse-Vierge-Marie in Navailles
- Kirche Saint-Jean-Baptiste, teilweise aus dem 12. Jahrhundert
- Schloss Navailles, als Burganlage schon im 11. Jahrhundert erwähnt, heutiges Gebäude aus dem 19. Jahrhundert, Turm des Donjon aus dem 15. Jahrhundert

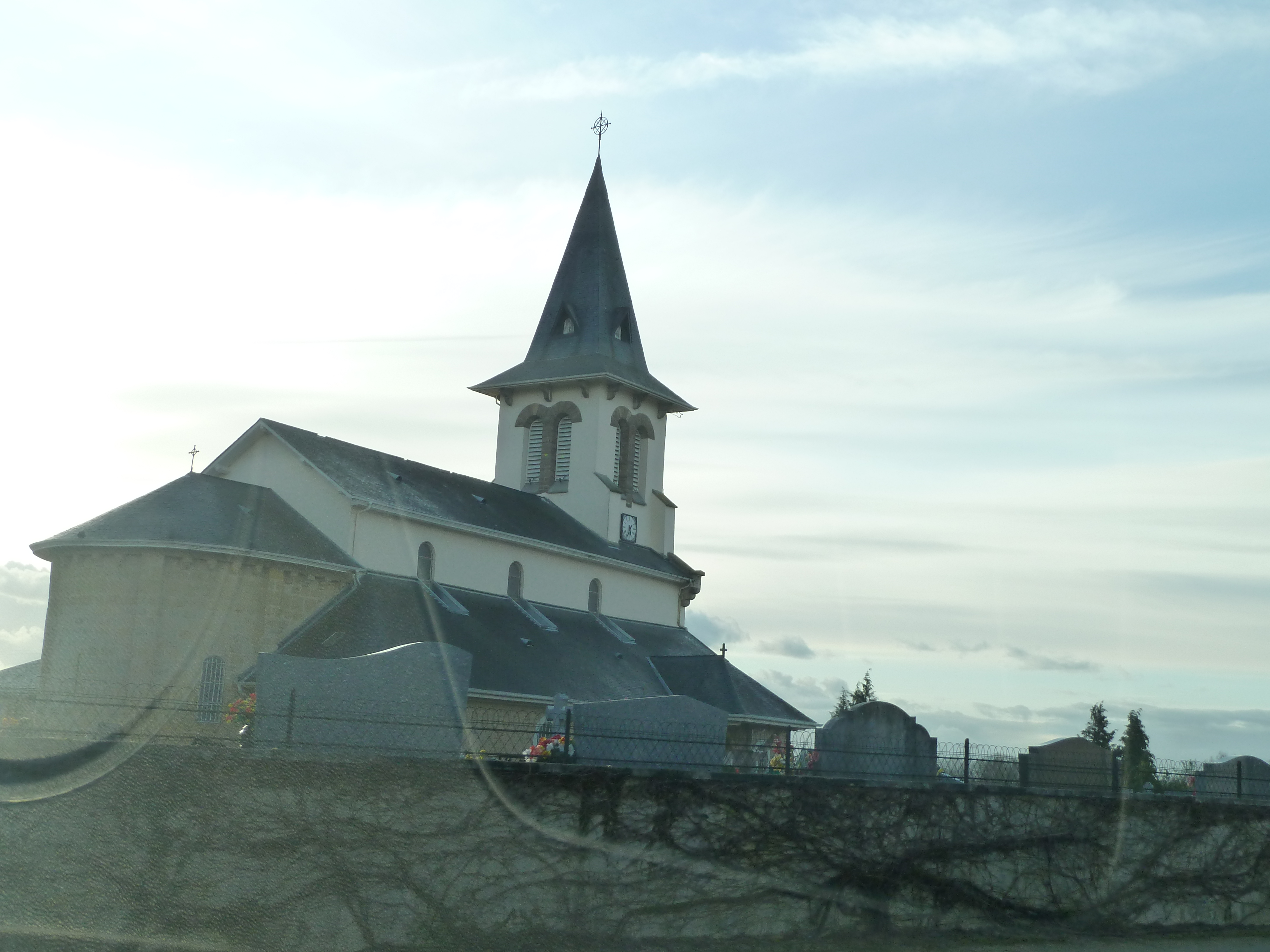
Kirche Notre-Dame-de-l'Assomption-de-la-Bienheureuse-Vierge-Marie
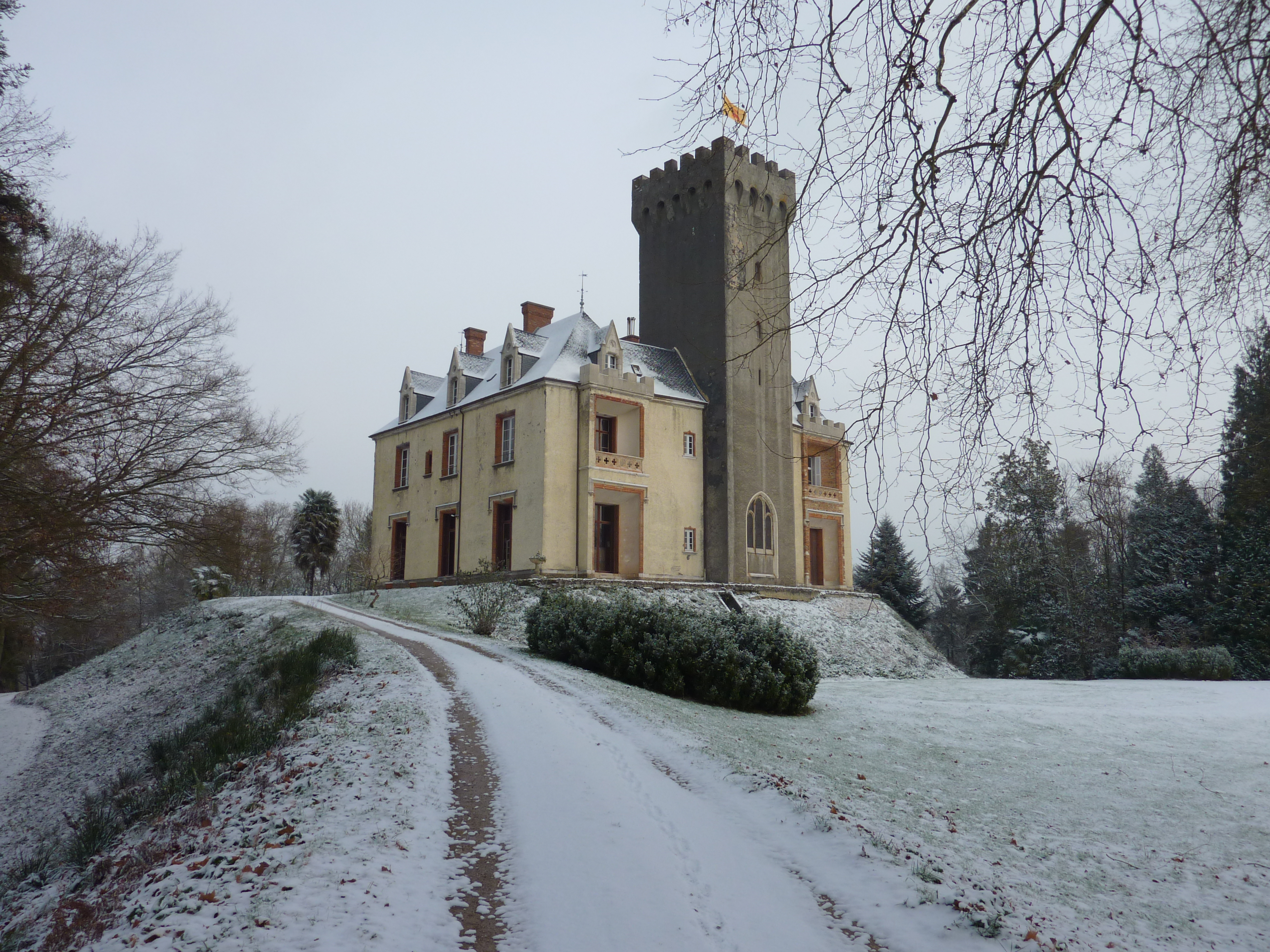
Schloss Navailles